# Rock 82
Časopis Rock 82 (srp. Rok 82), počeo je izlaziti kao poseban prilog posebnog izdanja Politikinog Zabavnika – Stripa 82. Prvi broj je izašao kao prilog 46. broja “Stripa 82”, tako što je zadnja korica “Stripa 82” zapravo bila naslovna strana “Rocka 82”. Format časopisa je bio dosta neuobičajen, 11x30cm; u početku rađen s tvrdim koricama tiskanim na kromokartonu i lijepljenom uvezu, da bi kasnije dobio meke korice i klamani uvez. Izlazio je jednom tjedno, srijedom.
Ukupan broj strana je bio 80 (plus 4 za korice), a od toga je odnos između “Stripa 82” i “Rocka 82” zavisio od broja stranica stripa u svakom izdanju.
Iz ovog posebnog priloga kasnije nastaje časopis Rock, koji je bio jedan od najvažnijih i najutjecajnijih časopisa jugoslavenske rock-scene osamdesetih.

Urednik “Rocka 82” je bio Petar Popović jedan od vodećih glazbenih kritičara u bivšoj Jugoslaviji, tehnički urednik Danko Polić, a pomoćnik tehničkog urednika Jozef Stehlik.
Za časopis su pisali: Ivana Marković, Dušan Vesić, Ivica Kovačević, Bane Obrenović, Dejan Cukić, Petar Luković, S. Mastilović, Nikola Erneri, Slobodan Cicmil i drugi.
Fotografi su bili: Srđan Vejvoda, Dušan Vesić, Slobodan Purić i dr.